# Corybas scutellifer
Corybas scutellifer är en orkidéart som beskrevs av James Boughtwood Comber och John Dransfield. Corybas scutellifer ingår i släktet Corybas, och familjen orkidéer. Inga underarter finns listade i Catalogue of Life.